# 이성교
이성교(李姓敎, 1932년 11월 29일~2021년 12월 7일)는 대한민국의 시인이자 교육자, 대학 교수, 문학 평론가이다.
1932년 11월 29일 강원도 삼척에서 태어난 시인이자 교육자이다. 강릉상업고등학교를 거쳐 국학대학을 졸업하고 1964년에 중앙대학교대학원을 마쳤다. 그는 1957년에 "윤회", "혼사", "노을"이라는 작품으로 문단에 데뷔를 했다. 이성교 시인은 전통을 바탕으로 신앙시와 토속시와 같이 향토적인 시를 쓰며 강원도의 향토성을 작품에 넣는 것으로 잘 알려져 있다.
2021년 12월 7일 향년 90세의 나이로 별세하였다.

## 경력
강원도 삼척군 원덕면 월천리 234번지, 후일의 삼척시 원덕읍 월천리 234번지에서 이덕필(李德弼)과 김옥련(金玉蓮)의 4남 1녀 중 첫째 아들로 태어났다.
1942년 초등학교 입학시험에서 3번이나 떨어지고 11세 때 이천간이학교(2년제)에 입학, 1944 호산초등학교 3학년에 편입했다. 1948년 호산초등학교를 졸업하고 그 해 7월 강릉공립상업중학교에 입학했다. 1951년 1 ․ 4후퇴 때, 방위군으로 소집되어 울산 방어진으로 가는 도중 경주에서 친구들과 도주하여 귀향, 집에 왔다가 심신의 피로에 돌림병 장질부사에 걸려 석달을 누웠다. 중학교 졸업 후 강릉상업고등학교에 진했다.
1954년 강릉상업고등학교를 졸업, 국학대학 국문학과에 진학했으며 1956년 국학대학 3학년 때 시인 미당 서정주의 추천으로 현대문학(9월호)에 그의 시 <윤회>가 등재되고, 12월호에 <혼사>가 2회에 추천되었으며 1957년 「현대문학」 2월호 <노을>로 3회 추천되어 등단했다. 1958년 국학대학 문학부 국문학과를 졸업했다.
1960년 4월 성신여자중학교·고등학교의 교사로 부임, 1964년 9월 중앙대학교 석사과정을 수로했으며 학위논문은 '한국현대시의 리리시즘 연구'이다, 1968년부터 1998년 성신여자대학교 국어국문학과 교수로 재직했다.
교육자 경력으로는 1960년 성신여자고등학교 교사를 시작으로, 성신여자대학교 중앙도서관 관장, 한세대학교 이사, 성신여자대학교 인문대학 학장, 성신여자대학교 교육대학원장, 정보산업대학원장으로 일을 했고, 성신여자대학교 국어국문학과 명예교수가 되었다. 문학가 및 연구자로서는 한국문인협회 이사, 한국문화예술인선교회 회장, 한국시인협회 심의위원, 국민일보 이사, 성신여자대학교 인문과학연구소 소장의 직무를 수행했다.
1968년~1974년 한국문인협회 이사, 1974년~1976년 국제펜클럽 한국본부 이사, 1977년~1978년 한국시인협회 사무국장, 2001년~2002년 한국기독문인협회 회장, 2006년 한국기독시인협회 회장 등을 역임했다.
묘소는 경기 오산리기도원 메모리얼파크에 있다.

## 특징
이성교 시인은 진실한 시를 쓰는 것으로 잘 알려져 있다. 그는 사람이 자신의 삶에 대해 진지하듯이 시를 쓸 때도 진지해야 되고 이 진실이 사람을 감동시킨다고 말한다. 또, 그는 글을 씀에 있어서 주제, 구성, 표현이 중요한데 표현에 있어서 더 섬세한 단어를 사용해야 함을 강조한다. 이성교는 고향에 대한 시도 많이 쓴다. 이성교 시인의 말에 따르면 그는 강원도 시골 태생이여서 향토적이고 주정적인 시를 많이 쓴다. 그가 쓴 정통적인 시에는 <겨울바다>, <보리 필 무렵>, <눈온 날 저녁>, <남행길>, <강원도 바람>, <동해안>, <운두령을 넘으며> 등이 있다. 문학평론가 윤병로는 "김소월이 평안도를, 박목월이 경상도를, 서정주가 전라도를 노래했다면 이성교는 강원도를 노래했다"라고 말했다.

## 한국문학에 대한 시각
이성교 시인은 시를 쓰는 사람의 순수한 마음을 강조한다. "베스트 셀러"라는 이름을 단 시를 따라가지 말고 그 속의 알멩이를 새롭게 자신의 생활을 노래해야 한다고 말한다. 또, 현재 한국문인협회에 가입된 사람이 7천 명이 넘기에 문예지에 발표되는 작품의 수가 매우 많다. 따라서 현재 문학의 전성기를 누리고 있다고 볼 수도 있다. 이제 문예지가 단지 작품을 발표하는 수단이 아니라 문단의 여러 소식과 문학의 지향 방향을 토의하는 활동의 장이 되어야 한다고 주장한다.

## 주요 작품
- 시집 <산음가>(1965년)
- 시집 <겨울바다>(1965년)
- 시집 <보리 필 무렵>(1974년)
- 시집 <대관령을 넘으며>(1984년)
- 시집 <하늘가는 길>(1989년)
- 시집 <동해안>(형설출판사, 1996)
- 평론집 <현대시의 모색>(1982년)
- 평론집 <한국 현대시 연구>(1985년)
- 평론집 <한국 현대시인 연구>(1997년)

## 수상
- 현대문학상(1966년)
- 월탄문학상(1979년)
- 국민훈장 국민포장(1984년)
- 한국기독교 문학상(1997년)
- 국민훈장 목련장(1998년)
- 장로문학상(2001년)
- 한국글사랑문학회(2001년)
- 한국문학상(2005년)